# باباهویو
باباهویو (به اسپانیایی: Babahoyo) یک شهر در اکوادور است که در Babahoyo Canton واقع شده‌است. باباهویو ۱۷۴٫۵۸ کیلومتر مربع مساحت و ۹۶٬۹۵۶ نفر جمعیت دارد و ۸ متر بالاتر از سطح دریا واقع شده‌است.

## خواهرخوانده
شهرهای لیکلند، فلوریدا و Qingtongxia خواهرخوانده‌های باباهویو هستند.